# Ducati Streetfighter

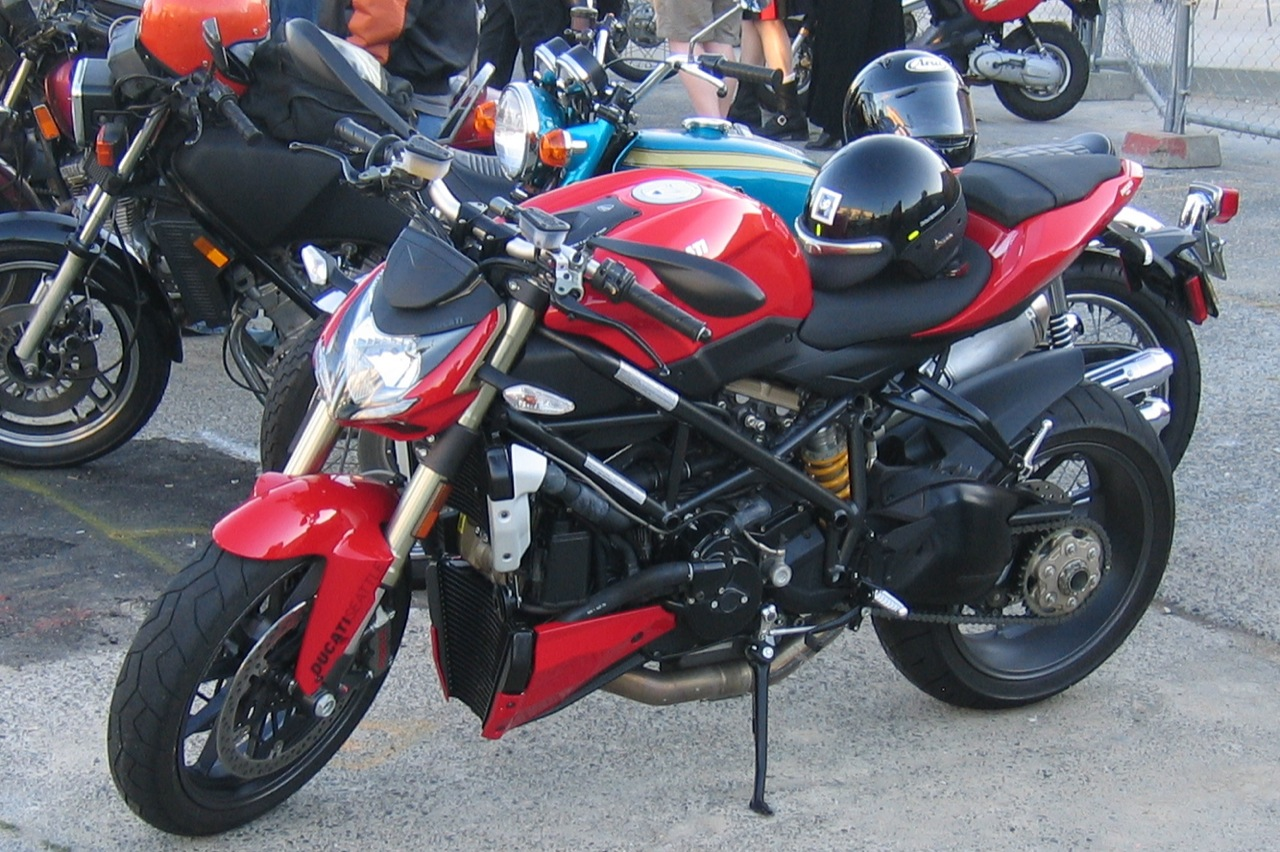
Ducati Streetfighter 2009.

Ducati Streetfighter — спортивний мотоцикл Ducati. 
Дизайн Streetfighter’а розробив дизайнер Damien Basset з дизайнерської команди Ducati.

## Notes
1. ↑  Ducati unveils Streetfighter in Milan. Архів оригіналу за 26 жовтня 2012. Процитовано 28 липня 2012.
2. ↑  Interview with Streetfighter designer Damien Basset/EICMA 2008 coverage (video) (Italian) , архів оригіналу за 30 грудня 2008, процитовано 27 січня 2009

## References
- Frank, Aaron (June 2009), Stripped-down Superbike: finally, a naked bike that lives up to its name!(2009 Ducati Streetfighter S)(Product/service evaluation), Motorcyclist, Primedia Enterprises, с. 49 (3), архів оригіналу за 12 травня 2012, процитовано 28 липня 2012